# Andrea Tornielli
Andrea Tornielli est un écrivain italien et journaliste né à Chioggia le 19 mars 1964.

## Biographie
Diplômé de l'université de Padoue en lettres classiques, et en particulier en histoire de la langue grecque, Andrea Tornielli est un journaliste et un écrivain catholique. Il a collaboré à la revue Il Sabato. Après 15 ans passés à Il Giornale, il est depuis mars 2011 vaticaniste à La Stampa et collabore à d'autres journaux importants et au mensuel catholique Il Timone ; il tient en outre une chronique radiophonique mensuelle à Radio Maria. Il a aussi un blog très visité, « Sacri palazzi ». Parmi ses œuvres figurent de nombreux essais sur l'Église contemporaine.
En décembre 2010, il a fondé le quotidien La Bussola Quotidiana qu'il a dirigé jusqu'en mars 2011.
Parmi les nombreux sujets abordés, il s'est occupé en particulier, de défendre le comportement de Pie XII pendant la Shoah et, dans Inchiesta su Gesù bambino. Misteri, leggende e verità sulla nascita che ha diviso in due la storia (Gribaudi, 2005) il s'est penché sur l'historicité de Jésus.
Il est nommé directeur éditorial du dicastère pour la communication par le pape François le 18 décembre 2018.

## Livres publiés en France
- Avec Giacomo Galeazzi, Pape François : cette économie qui tue, (Geneviève Lambert, trad.), Bayard, 2015   (ISBN 9782227488496)
- Avec Paolo Rodari, Benoît XVI : un pontificat sous les attaques, (Raymond Voyat, trad.), Pierre-Guillaume de Roux Editions, 2011  (ISBN 9782363710185)
- Pie XII (Isabelle Rey-Herme, trad.), Éditions du Jubilé, 2009  (ISBN 9782866794934)
- Les Miracles du Pape Wojtyla, (Sylvie Garoche, trad.), Parole et Silence, 2006  (ISBN 9782845734012)
- Benoît XVI : la biographie (M. Franchini, C. Moiroud et M. Di Stefano, trad.), City Éditions, 2005  (ISBN 9782915320466)
- Andrea Tornielli et Pape François (trad. de l'italien), Le nom de Dieu est Miséricorde : conversation avec Andrea Tornielli, Paris, Éditions Robert Laffont, 12 janvier 2016, 170 p. (ISBN 978-2-221-19214-6)
- La vie de Jésus (commentée par le Pape François), Les Éditions du Cerf, 2023  (ISBN 978-2-204-15352-2)

## Livres publiés en Italie
- Giovanni XXIII. Vita di un Padre Santo, Gribaudi.
- Il Giubileo e le indulgenze, Gribaudi.
- Fatima. Il segreto svelato, Gribaudi.
- Quando la Madonna piange. Veggenti, guaritori, apparizioni. Mondadori, 1995.
- Ultimo incarico: criminale!, avec Bruno Contrada, Arbor, 1995.
- Il mistero delle lacrime. Inchiesta sulla Madonna di Civitavecchia. Segno, 1996.
- Analisi di un mostro. Sedici delitti in diciassette anni senza mai lasciare tracce. Come, quando e perché uccide. Identikit del superkiller di Firenze, avec Francesco Bruno, Arbor, 1996.
- avec Alessandro Zangrando. Papa Luciani. Il parroco del mondo. Segno, 1998.
- Il segreto di Milingo, avec Mario Celi, Piemme, 2001.
- Pio XII. Il Papa degli ebrei. Piemme, 2001.
- avec Evi Crotti. Dalla penna dei papi. Ritratti, caratteri e segreti dei Pontefici dell'ultimo secolo. Gribaudi, 2002.
- avec Livio Fanzaga. Maria e il futuro dell'umanità, Gribaudi, 2002.
- Escrivá fondatore dell'Opus Dei, Piemme, 2002.
- Ratzinger. Custode della fede, Piemme, 2002.
- La scelta di Martini, Piemme, 2002.
- avec Alessandro Zangrando. Papa Luciani. Il sorriso del santo, Piemme, 2003.
- Paolo VI. Il timoniere del Concilio, Piemme, 2003.
- avec Matteo Napolitano. Il Papa che salvò gli ebrei. Dagli archivi segreti del Vaticano tutta la verità su Pio XII, Piemme, 2004.
- La passione. I vangeli e il film di Mel Gibson, Piemme, 2004.
- L'inganno di Satana, avec Livio Fanzaga, Gribaudi, 2004.
- Gerusalemme. Martini e Tettamanzi insieme per la pace, Piemme, 2004.
- Benedetto XVI. Il custode della fede, Piemme, 2005.
- avec Matteo Napolitano. Pacelli, Roncalli e i battesimi della Shoah. Piemme, 2005.
- I miracoli di Papa Wojtyla, Piemme, 2005.
- Inchiesta su Gesù bambino. Misteri, leggende e verità sulla nascita che ha diviso in due la storia, Gribaudi, 2005.
- avec Jacopo Guerriero. Partigiani di Dio. Flavio e Gedeone Corrà, San Paolo Edizioni, 2006.
- Attacco alla Chiesa, avec Livio Fanzaga, Gribaudi, 2006.
- Inchiesta sulla resurrezione. Misteri, leggende e verità. Dai Vangeli al Codice da Vinci, Gribaudi, 2006.
- avec Andrea Gianelli. Papi guerre e terrorismo, SugarCo, 2006.
- Processo al Codice da Vinci. Dal romanzo al film, Gribaudi, 2006.
- Il segreto di Padre Pio e Karol Wojtyla. Piemme, 2006.
- Pio XII. Eugenio Pacelli. Un uomo sul trono di Pietro, Mondadori, 2007
- Lourdes. Inchiesta sul mistero a 150 anni dalle apparizioni, Edizioni ART, 2008
- avec Saverio Gaeta. Padre Pio. L'ultimo sospetto, Piemme, 2008
- avec Vittorio Messori, Perché credo. Una vita per rendere ragione della fede, Piemme, 2008
- Paolo VI. L'audacia di un papa, Mondadori, 2009
- Santo subito. Il segreto della straordinaria vita di Giovanni Paolo II, Piemme, 2009
- Sindone. Inchiesta sul mistero, Gribaudi, 2010
- Quando la Chiesa sorride. Biografia del cardinale José Saraiva Martins, Rogate, 2010
- avec Andrea Gianelli. John Henry Newman. Fermate quel convertito, Gribaudi, 2010.
- avec Paolo Rodari. Attacco a Ratzinger. Accuse e scandali, profezie e complotti contro Benedetto XVI, Piemme, 2010.
- Pio IX. L'ultimo papa-re, Mondadori, 2011
- La fragile concordia. Stato e cattolici in centocinquant'anni di storia italiana, Bur, 2011
- Il futuro e la speranza. Vita e magistero del cardinale Angelo Scola, Piemme, 2011
- avec Saverio Gaeta. A.D. 2012. La donna, il drago e l'Apocalisse, Piemme, 2011
- Vita di Gesù, Mondadori Libri, 2022 (avec le commentaire du pape François)